# 芦田郡
- 令制国一覧 > 山陽道 > 備後国 > 芦田郡
- 日本 > 中国地方 > 広島県 > 芦田郡

芦田郡（あしだぐん）は、広島県（備後国）にあった郡。葦田郡または蘆田郡と表記することもあった。

## 郡域
1878年（明治11年）に行政区画として発足した当時の郡域は、下記の区域にあたる。
- 福山市の一部（芦田町各町・新市町大字相方・新市町大字常・新市町大字金丸・新市町大字藤尾）
- 府中市の大部分（上下町各町・諸毛町・河面町・小国町・篠根町・僧殿町・三郎丸町・河南町を除く）
- 神石郡神石高原町の一部（桑木および父木野・坂瀬川の各一部）

## 歴史
和名類聚抄によると、郡名の読みは「安之太」（あした）であった。葦田または蘆田を「よしだ」と訓したことから、「吉田郡」と呼んだ時代もあったとされる（『西備名区』『福山志料』）。
和銅2年10月8日（709年11月13日）、品遅（品治）郡から3里を編入した。同時に甲努村を甲努郡として分離。

### 近世以降の沿革
- 明治初年時点では全域が備後福山藩領であった。「旧高旧領取調帳」に記載されている明治初年時点での村は以下の通り。（28村）

福田村、下有地村、相方村、上有地村、柞磨村、土生村、栗柄村、府川村、高木村、中須村、広谷村、町村、荒谷村、本山村、府中市村、出口村、目崎村、上山村、父石村、河面村、阿字村、久佐村、行縢村、木之山村、桑木村、金丸村、常村、藤尾村
- 明治4年
  - 7月14日（1871年8月29日） - 廃藩置県により福山県の管轄となる。
  - 11月15日（1871年12月26日） - 第1次府県統合により深津県の管轄となる。
- 明治5年6月5日（1872年7月10日） - 深津県が改称して小田県となる。
- 明治8年（1875年）12月20日 - 岡山県の管轄となる。
- 明治9年（1876年）4月18日 - 広島県の管轄となる。
- 明治11年（1878年）11月1日 - 郡区町村編制法の広島県での施行により、行政区画としての芦田郡が発足。「安那芦田品治郡役所」が府中市村に設置され、安那郡・品治郡とともに管轄。
- 明治22年（1889年）4月1日 - 町村制の施行により、以下の各村が発足。（15村）
  - 府中市村（単独村制。現・府中市）
  - 出口村（単独村制。現・府中市）
  - 岩谷村 ← 荒谷村、目崎村、上山（うやま）村、父石（ちいし）村（現・府中市）
  - 河佐村 ← 久佐村、河面（こうも）村（現・府中市）
  - 阿字村（単独村制。現・府中市）
  - 木野山村（木之山村が単独村制。現・府中市）
  - 行縢村（単独村制。現・府中市）
  - 桑木村（単独村制。現・神石郡神石高原町）
  - 藤尾村（単独村制。現・福山市、神石郡神石高原町）
  - 常金丸村 ← 金丸村、常（つね）村（現・福山市）
  - 広谷村 ← 広谷村、町村、本山村（現・府中市）
  - 国府村 ← 府川村、高木村、中須村（現・府中市）
  - 栗生村 ← 土生村、栗柄村（現・府中市）
  - 有磨村 ← 柞磨（たるま）村、上有地村、下有地村（現・福山市）
  - 福相村 ← 相方（さがた）村、福田村（現・福山市）
- 明治29年（1896年）6月3日 - 府中市村が町制施行・改称して府中町となる。（1町14村）
- 明治30年（1897年）6月5日 - 出口村が町制施行して出口町となる。（2町13村）
- 明治31年（1898年）10月1日 - 郡制の施行のため、芦田郡・品治郡の区域をもって芦品郡が発足。同日芦田郡廃止。

## 行政
安那・芦田・品治郡長
| 代 | 氏名     | 就任年月日                | 退任年月日                | 備考                           |
| -- | -------- | ------------------------- | ------------------------- | ------------------------------ |
| 1  | 鶴岡耕雨 | 明治11年（1878年）11月1日 | 明治15年（1882年）3月6日  | 芦田郡品治郡安那郡長           |
| 2  | 三浦義建 | 明治15年（1882年）3月6日  | 明治23年（1890年）6月11日 | 芦田郡品治郡神石郡甲奴郡長     |
| 3  | 齋藤次郎 | 明治23年（1890年）7月17日 | 明治31年（1898年）9月30日 | 品治郡との合併により芦田郡廃止 |